# Жаклін Феліце де Алманія
Жаклін Феліце де Алманія (також Якобіна Феліче, італ. Jacobina Felice) — італійська терапевтка, яка працювала в Парижі, Франція.
За наявними відомостями, Якобіна Феліче була родом із Флоренції, Італія, і працювала лікарем у Парижі в 1322 році. Ліцензовані жінки-лікарі в ті часи становили меншість: 1292 року в Парижі їх було зареєстровано всього восьмеро.
1322 року Якобіна Феліче була засуджена за незаконну практику. На суді багато показували, що вона успішно справлялася з лікуванням навіть у тих випадках, коли інші лікарі втрачали надію на одужання пацієнта. На думку одного зі свідків, вона була кращим лікарем і найкращим хірургом Парижа.
Незважаючи на те, що, згідно з показаннями свідків, вона була здатна вилікувати хворих, від яких відмовлялися лікарі-чоловіки, суд заявив, що, з усією очевидністю, чоловіки, завдяки своїй статі, краще розбираються в медицині, ніж жінки. Феліче заборонили працювати під загрозою відлучення від церкви, а жінки в цілому були позбавлені права на медичну освіту і медичні ліцензії до середини XIX століття.